# Wapen van De Vechtlanden

Het wapen van De Vechtlanden was het wapen van het Nederlandse waterschap De Vechtlanden. Het wapen was in gebruik vanaf 1991 tot de opheffing van het waterschap in 2000, dat jaar ging het waterschap op in Velt en Vecht. Velt en Vecht voerde vanaf het bestaan tot aan de fusie met Regge en Dinkel in 2014 geen wapen.

## Blazoenering
De blazoenering van het wapen luidt als volgt:
Keel met een schildzoom van tegenhermelijn en over alles heen een golvende dwarsbalk van zilver, beladen met een roos van keel, geknopt en gepunt van goud. Het schild gedekt met een gouden kroon van drie bladeren en twee parels.
Het schild zelf is rood van kleur. Om het schild heen is een zoom aangebracht van tegenhermelijn (zwart met zilveren staartjes). Over het geheel een zilveren golvende dwarsbalk. Op deze dwarsbalk een rode roos met gouden punten. Het schild wordt gedekt door een gravenkroon.

## Vergelijkbare wapens
Het wapen was grotendeels gebaseerd op het wapen van De Bovenvecht. 

Het wapen van De Bovenvecht
Het wapen van Ommerkanaal